# مارتن إس. بيرجمان
مارتن إس. بيرجمان (بالإنجليزية: Martin S. Bergmann)‏ هو عالم نفس أمريكي، ولد في 15 فبراير 1913، وتوفي في 22 يناير 2014 في مانهاتن في الولايات المتحدة.